# Baie du Commencement
La baie du Commencement (Commencement Bay) est une baie du Puget Sound dans l'État de Washington, aux États-Unis.
La ville de Tacoma est située sur la baie.

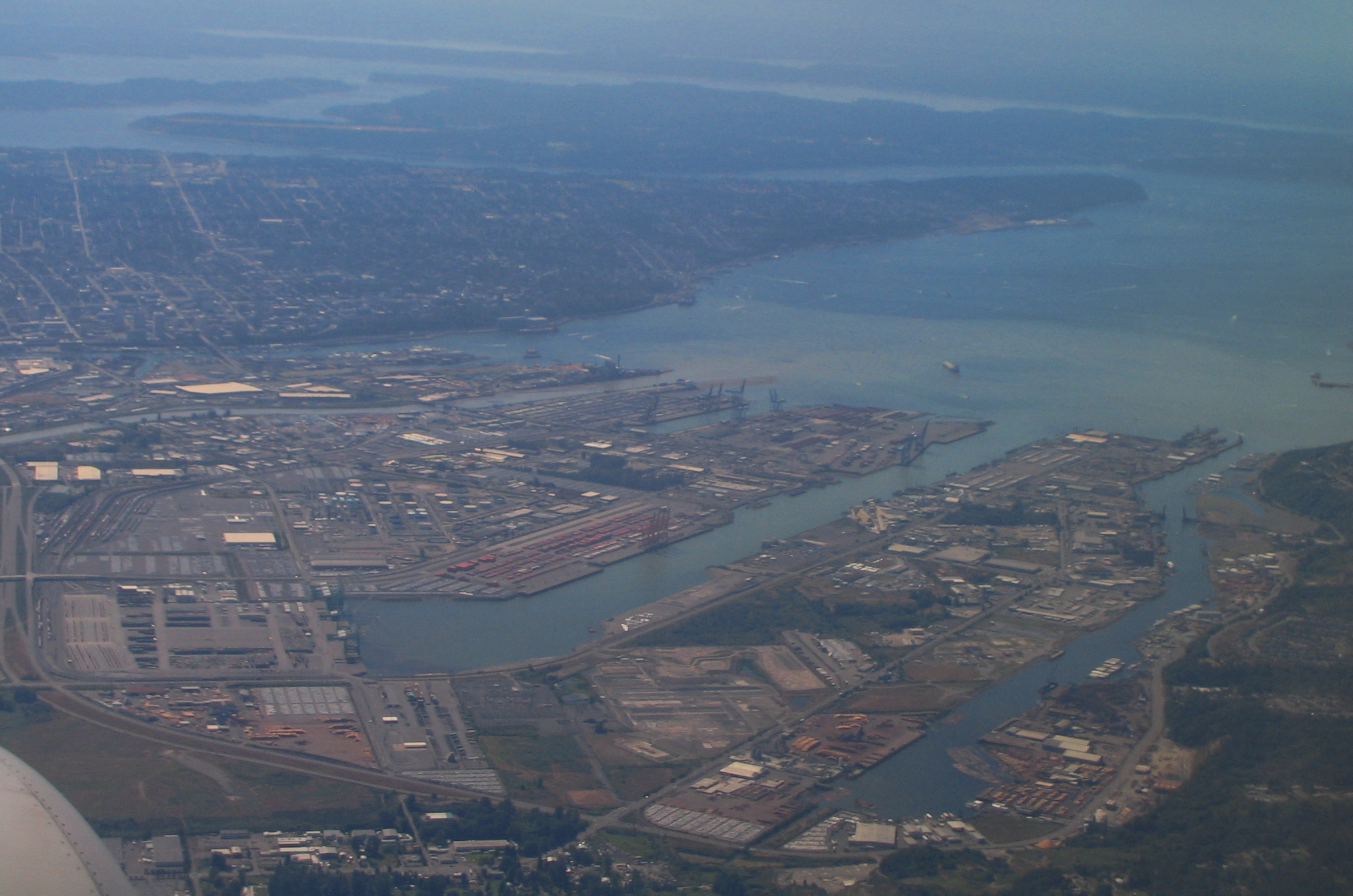
Vue aérienne de la baie du Commencement.